# Loïs Openda
Ikoma Loïs Openda, couramment appelé Loïs Openda, né le 16 février 2000 à Liège en Belgique, est un footballeur international belge qui joue au poste d'attaquant au RB Leipzig.
En mars 2023 sous le maillot du RC Lens, il devient le joueur ayant inscrit le triplé le plus rapide de l'histoire de la Ligue 1 en 4 minutes et 30 secondes.

## Biographie

### Naissance et jeunesse
Loïs Openda naît à Liège en Belgique francophone d'une mère marocaine et d'un père congolais,. Il grandit à Ans (Région wallonne). Élevé par sa mère Mariame Cachou Raji, il ne rencontre pas son père avant les années 2020. Il a deux frères (Jodice et Clever) et une sœur (Shana),.
Openda est hospitalisé durant un an pendant son enfance en raison de complications à la suite d'une bronchiolite et de l'asthme. Il découvre le football avec son frère aîné au club de Patro-Othée FC et est rapidement surclassé pour évoluer avec des joueurs ayant quatre ans de plus que lui. À 11 ans, il rejoint le RFC Liège. Sollicité par le Standard de Liège, il y est refusé une première fois avant d'être accepté après un nouvel essai.
En 2015, il rejoint le Club Bruges KV. Ses premiers pas dans ce club sont un échec en raison de son éloignement du foyer familial et de ses difficultés à apprendre le néerlandais. Le déménagement de sa famille pour Bruges améliore sa situation.

### En club

#### Club Bruges (2018-2022)
Sous la direction d'Ivan Leko, Loïs Openda fait ses débuts en Ligue des champions le 18 septembre 2018, face au Borussia Dortmund. Il entre sur le terrain à la 82e minute de la rencontre, à la place de Jelle Vossen. Le FC Bruges s'incline sur le score de 0-1 à domicile. Il marque son premier but sous les couleurs brugeoises le 3 février 2019, lors de la 24e journée de championnat face à La Gantoise. Il entre à la 70e minute avant de marquer une minute plus tard et de recoller au score, le Club de Bruges arrive à arracher un point précieux grâce à ce but. Le 19 mai 2019, pour le dernier match du championnat de la saison 2018-2019, il marque un doublé face au Royal Antwerp FC (victoire 3-2), ce qui permet au Club Bruges de finir la saison à la deuxième place du classement avec 50 points.
Openda aborde la saison 2019-2020 avec un nouvel entraîneur à la tête du club, Philippe Clement. Celui-ci souhaite replacer Openda en tant qu'ailier contre l'envie du joueur.

##### Prêt aux Pays-Bas (2020-2022)
Le 21 juillet 2020, après des débuts compliqués au Club Bruges, Loïs Openda est prêté au Vitesse Arnhem, septième de l'exercice 2019-2020 d'Eredivisie, pour une durée d'une saison.
Le 26 juillet 2020, Loïs Openda brille directement lors de ses débuts en amical face au FC Volendam, il rentre à la mi-temps et délivre une passe décisive à Daan Huisman après deux minutes de jeu avant de marquer un doublé, il alourdit le score en délivrant une dernière passe décisive pour Thomas Bruns. La rencontre se termine sur le score de 0 à 5. En championnat, il s'impose sur le front offensif, prenant part à 33 rencontres, en débutant 30 titulaire, marquant 10 buts et délivrant 4 passes décisives. Le club termine quatrième et est qualifié pour le troisième tour de qualification de la Ligue Europa Conférence.
Son contrat avec Bruges est prolongé le 23 juin 2021 jusqu'en 2024 et il est prêté pour une deuxième saison d'affilée au Vitesse.
Lors du troisième tour de qualification aller, face au Dundalk FC (2-2), il égalise à la 88e avant d'être exclu la minute de jeu suivante, auteur d'un mauvais geste sur Sam Stanton après un contact avec le milieu écossais. Il retrouve ses coéquipiers pour le barrage retour face à Anderlecht. Sortant victorieux de ce barrage, le Vitesse est qualifié pour la phase de poules. Il s'y montre décisif lors de la double confrontation face au stade rennais, délivrant une passe décisive (défaite 1-2) à domicile et inscrivant un but au Roazhon Park (3-3). Buteur et passeur face au NS Mura (victoire 3-1) lors de la dernière journée du groupe G, son équipe se classe deuxième, devant Tottenham. En phase finale, lors des barrages de la phase à élimination directe, ils éliminent le Rapid Vienne, buteur à l'aller (défaite 2-1) mais suspendu au retour (victoire 2-0), avant de tomber face à l'AS Rome en huitièmes de finale (défait 0-1, 1-1).
En championnat, il réalise une nouvelle saison pleine, apparaissant à 33 reprises pour 30 titularisations, inscrivant 18 buts, deuxième meilleur buteur en Eredivisie, et délivrant 2 passes décisives. Son équipe termine sixième de la saison régulière et dispute des barrages européens pour accéder au deuxième tour de qualification de la Ligue Europa Conférence 2022-2023. Lors de la finale de ces derniers, face à l'AZ Alkmaar, Openda montre la voie aux siens pour une victoire 2-1 à domicile où il est buteur et passeur décisif pour Thomas Buitink mais ils s'inclinent lourdement (défaite 6-1) au retour.

#### Racing Club de Lens (2022-2023)
Le 6 juillet 2022, il signe un contrat de cinq ans au Racing Club de Lens pour un montant d'environ 10 millions d'euros. Sous ses nouvelles couleurs, il débute comme titulaire pour l'ouverture du championnat face au Stade brestois (première journée, victoire 3-2). Il est buteur lors de quatre journées consécutives entre la 3e et la 6e journée, inscrivant un but face à l'AS Monaco (3e journée, victoire 1-4), au Stade rennais (4e journée, victoire 2-1), au FC Lorient (5e journée, victoire 5-2) et au Stade de Reims (6e journée, 1-1). Au cours de la 13e journée, face au Toulouse Football Club, après avoir débuté la rencontre sur le banc, il rentre au cours de la seconde période et inscrit le premier coup du chapeau de sa carrière permettant à son club de remporter la rencontre 3 à 0. Après la Coupe du monde, il s'adjoint les services d'un préparateur mental. En mars 2023, alors qu'il n'a pas marqué en compétition depuis deux mois, il inscrit un nouveau triplé, du pied gauche, cette fois-ci contre Clermont Foot 63 (victoire 0-4) en seulement quatre minutes et 30 secondes, consacrant Openda comme réalisateur du triplé le plus rapide de l'histoire de la Ligue 1. Ce record était auparavant détenu depuis 2005 par Matt Moussilou alors joueur du LOSC. Lors de cette rencontre, c'est également lui qui donne la passe décisive à Alexis Claude-Maurice pour le dernier but du match. Le weekend suivant, le RC Lens reçoit le SCO d'Angers, lanterne rouge décrochée au classement, et Loïs Openda inscrit un doublé (3-0) portant son total personnel à 14 buts en Ligue 1, le plus haut total pour un joueur lensois en Championnat depuis Anto Drobnjak en 1998, l'année du titre, il y 25 ans. Dans la dernière ligne droite de la saison où le RC Lens s'offre plusieurs chocs dont celui contre l'AS Monaco, 4e au coup d'envoi, à Bollaert Openda brille en étant impliqué sur tous les buts de la rencontre avec un nouveau doublé et une passe décisive pour Adrien Thomasson (3-0). Il marque le seul but de la rencontre le match suivant à Toulouse (0-1) devenant ainsi le seul joueur à avoir marqué lors des deux matchs contre les Violets (triplé à l'aller et unique but au retour). Lors du match décisif contre l'Olympique de Marseille, 2e et passé devant les Sang & Or, il inscrit le but de la victoire sur un centre de Przemysław Frankowski (2-1) permettant aux siens de retrouver leur place de dauphin qu'ils ne quitteront plus. Lors de la 37e journée, la dernière à domicile, le RC Lens obtient un penalty. En l'absence de Frankowski, tireur attitré de l'équipe, les joueurs donnent le ballon à Loïs Openda qui, grâce à son premier penalty de la saison, égale les 20 buts de Roger Boli sur une saison et le célèbre, comme il l'avait promis à son prédécesseur, en faisant l'avion avec ses bras, sous ses yeux. Lors de la journée suivante, à Auxerre, il le dépasse en inscrivant sa 21e et dernière réalisation de la saison condamnant, au passage, son adversaire du soir à la relégation (1-3). Il devient ainsi le meilleur buteur du club sur une saison depuis plus de 55 ans et les 25 buts de Georges Lech en 1966-1967, le record était détenu par Ahmed Oudjani, meilleur buteur de l'histoire du RC Lens et ses 30 buts en 1963-1964. Pour sa première saison dans l'Artois, le RC Lens termine 2e à 1 point du champion et se qualifie directement pour la Ligue des Champions 20 ans après sa dernière participation. Une compétition déjà disputée par Openda qui pour sa part aura disputé les 42 matchs joués par son équipe cette saison (38 en Championnat) pour 21 buts (tous en Ligue 1).

Sa très bonne saison est récompensée par sa nomination dans les 5 joueurs pour le titre de Meilleur joueur de la saison aux côtés de Kylian Mbappé, Lionel Messi, Jonathan David et son coéquipier et capitaine Seko Fofana lors des Trophées UNFP et son élection parmi les joueurs qui composent L'équipe type de la saison aux côtés notamment de ses coéquipiers Seko Fofana, Brice Samba et Kevin Danso.

#### RB Leipzig (depuis 2023)
Le 14 juillet 2023, il quitte le RC Lens pour le RB Leipzig et signe un contrat de cinq saisons pour un montant de 43 millions € et 6 millions € de bonus. Avec l'attribution du numéro 17, il devient à la fois la vente record du RC Lens et l'achat record du RB Leipzig.

### En sélections nationales

#### En catégories jeunes (2015-2022)
Avec les moins de 17 ans, il participe au championnat d'Europe des moins de 17 ans en 2016. Lors de cette compétition, il joue quatre matchs, inscrivant un but contre l'Écosse en phase de groupe. La Belgique s'incline en quart de finale face à l'Allemagne.
Avec les moins de 19 ans, il participe au championnat d'Europe des moins de 19 ans en 2019, en Arménie. Il inscrit un doublé lors du premier match de la Belgique contre l’Italie (2-2).
Lors du deuxième match de la compétition de la Belgique, face à l'équipe serbe, il réinscrit un doublé et offre la victoire à son équipe (0-2).
Le 30 août 2019, il est sélectionné avec l'équipe nationale espoirs de la Belgique pour affronter le pays de Galles et la Bosnie-Herzégovine en vue de se qualifier pour le championnat d'Europe en 2021.

#### Entre la Belgique et le Maroc (2022)
À l'approche du Mondial 2022, Loïs Openda, n'ayant pas encore fait de débuts en équipe nationale, affirme être potentiellement éligible à représenter quatre pays en raison des origines de ses parents : la Belgique, la république démocratique du Congo, le Maroc et le Portugal. Cependant, il possède uniquement les nationalités belges et marocaines,,.
Le 18 mai 2022, il est sélectionné par Roberto Martínez avec l'équipe de Belgique pour une double confrontation contre l'équipe de Pologne, malgré la forte pression de la Fédération royale marocaine de football et son président Fouzi Lekjaa. La mère de Loïs Openda déclare un jour plus tard que Loïs avait peu de relations avec le Maroc. Elle déclare notamment à la presse belge : « Lois a dit un non catégorique au Maroc. Il a toujours dit : 'Si je ne peux pas jouer pour la Belgique, alors ce ne sera pour personne' ».
Le 9 juin 2022, lors du match entre la Belgique et la Pologne comptant pour la Ligue des nations 2022-2023, il marque le sixième et dernier but de la Belgique (victoire 6-1), son premier en équipe nationale, neuf minutes après son entrée en jeu. Ayant toujours la possibilité de jouer pour le Maroc après ce match international, la Fédération royale marocaine de football prend à nouveau contact avec Loïs Openda en lui proposant une place parmi les joueurs marocains à la Coupe du monde 2022. Il déclare à la presse belge : « Il y a eu des contacts avec le Maroc, mais mon choix était fait depuis longtemps. Bien sûr, j’ai pris en compte une éventuelle sélection pour la Coupe du monde, même si Romelu Lukaku n’avait pas été blessé. J’ai assez confiance en mes propres qualités. »,,,.

##### Coupe du monde 2022
Le 10 novembre 2022, il est sélectionné par Roberto Martínez pour participer à la Coupe du monde 2022.

#### Euro 2024
Le 28 mai 2024, il est retenu parmi les 25 joueurs belges convoqués par Domenico Tedesco pour participer à l'Euro 2024.

## Style de jeu
Loïs Openda est un attaquant dont le point fort est sa vitesse. Le sélectionneur belge Roberto Martínez le compare à Jamie Vardy.

## Statistiques

### En club
| Saison                | Club                  | Championnat           | Championnat | Championnat | Championnat | Coupe(s) nationale(s) | Coupe(s) nationale(s) | Coupe(s) nationale(s) | Supercoupe | Supercoupe | Supercoupe | Compétition(s) continentale(s) | Compétition(s) continentale(s) | Compétition(s) continentale(s) | Compétition(s) continentale(s) | Autres compétitions | Autres compétitions | Autres compétitions | Autres compétitions | Total | Total | Total |
| Saison                | Club                  | Division              | M.          | B.          | P.d.        | M.                    | B.                    | P.d.                  | M.         | B.         | P.d.       | Comp.                          | M.                             | B.                             | P.d.                           | Comp.               | M.                  | B.                  | P.d.                | M.    | B.    | P.d.  |
| 2018-2019             | Club Bruges KV        | Division 1A           | 14          | 1           | 1           | 1                     | 0                     | 0                     | 0          | 0          | 0          | C1+C3                          | 5+2                            | 0+0                            | 0+0                            | PO1                 | 6                   | 3                   | 0                   | 28    | 4     | 1     |
| 2019-2020             | Club Bruges KV        | Division 1A           | 15          | 0           | 0           | 3                     | 0                     | 1                     | -          | -          | -          | C1                             | 7                              | 1                              | 1                              | -                   | -                   | -                   | -                   | 25    | 1     | 2     |
| Sous-total            | Sous-total            | Sous-total            | 29          | 1           | 1           | 4                     | 0                     | 1                     | -          | -          | -          | -                              | 14                             | 1                              | 1                              | -                   | 6                   | 3                   | 0                   | 53    | 5     | 3     |
| 2020-2021             | Vitesse Arnhem (prêt) | Eredivisie            | 33          | 10          | 4           | 5                     | 3                     | 1                     | -          | -          | -          | -                              | -                              | -                              | -                              | -                   | -                   | -                   | -                   | 38    | 13    | 5     |
| 2021-2022             | Vitesse Arnhem (prêt) | Eredivisie            | 33          | 18          | 2           | 2                     | 1                     | 1                     | -          | -          | -          | C4                             | 11                             | 4                              | 2                              | PO                  | 4                   | 1                   | 1                   | 50    | 24    | 6     |
| Sous-total            | Sous-total            | Sous-total            | 66          | 28          | 6           | 7                     | 4                     | 2                     | -          | -          | -          | -                              | 11                             | 4                              | 2                              | -                   | 4                   | 1                   | 1                   | 88    | 37    | 11    |
| 2022-2023             | RC Lens               | Ligue 1               | 38          | 21          | 4           | 4                     | 0                     | 0                     | -          | -          | -          | -                              | -                              | -                              | -                              | -                   | -                   | -                   | -                   | 42    | 21    | 4     |
| 2023-2024             | RB Leipzig            | Bundesliga            | 34          | 24          | 7           | 2                     | 0                     | 0                     | 1          | 0          | 0          | C1                             | 8                              | 4                              | 0                              | -                   | -                   | -                   | -                   | 45    | 28    | 7     |
| 2024-2025             | RB Leipzig            | Bundesliga            | 33          | 9           | 9           | 4                     | 3                     | 0                     | -          | -          | -          | C1                             | 8                              | 1                              | 2                              | -                   | -                   | -                   | -                   | 45    | 13    | 11    |
| 2025-2026             | RB Leipzig            | Bundesliga            | -           | -           | -           | 1                     | 0                     | 0                     | -          | -          | -          | -                              | -                              | -                              | -                              | -                   | -                   | -                   | -                   | 1     | 0     | 0     |
| Sous-total            | Sous-total            | Sous-total            | 67          | 33          | 16          | 7                     | 3                     | 0                     | 1          | 0          | 0          | -                              | 16                             | 5                              | 2                              | -                   | -                   | -                   | -                   | 91    | 41    | 18    |
| Total sur la carrière | Total sur la carrière | Total sur la carrière | 200         | 83          | 27          | 22                    | 7                     | 3                     | 1          | 0          | 0          | -                              | 41                             | 10                             | 5                              | -                   | 10                  | 4                   | 1                   | 274   | 104   | 36    |

### En sélections nationales
| Saison                | Sélection             | Phases finales        | Phases finales | Phases finales | Phases finales | Éliminatoires CDM | Éliminatoires CDM | Éliminatoires CDM | Éliminatoires EURO | Éliminatoires EURO | Éliminatoires EURO | Ligue des Nations | Ligue des Nations | Ligue des Nations | Matchs amicaux | Matchs amicaux | Matchs amicaux | Total | Total | Total |
| Saison                | Sélection             | Compétition           | M              | B              | Pd             | M                 | B                 | Pd                | M                  | B                  | Pd                 | M                 | B                 | Pd                | M              | B              | Pd             | M     | B     | Pd    |
| --------------------- | --------------------- | --------------------- | -------------- | -------------- | -------------- | ----------------- | ----------------- | ----------------- | ------------------ | ------------------ | ------------------ | ----------------- | ----------------- | ----------------- | -------------- | -------------- | -------------- | ----- | ----- | ----- |
| 2021-2022             | Belgique              | -                     | -              | -              | -              | -                 | -                 | -                 | -                  | -                  | -                  | 3                 | 1                 | 0                 | -              | -              | -              | 3     | 1     | 0     |
| 2022-2023             | Belgique              | Coupe du monde 2022   | 1              | 0              | 0              | -                 | -                 | -                 | 2                  | 0                  | 0                  | 1                 | 0                 | 0                 | 2              | 1              | 0              | 6     | 1     | 0     |
| 2023-2024             | Belgique              | Euro 2024             | 3              | 0              | 0              | -                 | -                 | -                 | 4                  | 0                  | 0                  | -                 | -                 | -                 | 4              | 0              | 0              | 11    | 0     | 0     |
| 2024-2025             | Belgique              | -                     | -              | -              | -              | 1                 | 0                 | 0                 | -                  | -                  | -                  | 6                 | 1                 | 2                 | -              | -              | -              | 7     | 1     | 2     |
| Total sur la carrière | Total sur la carrière | Total sur la carrière | 4              | 0              | 0              | 1                 | 0                 | 0                 | 6                  | 0                  | 0                  | 10                | 2                 | 2                 | 6              | 1              | 0              | 27    | 3     | 2     |

### Matchs internationaux
| Matchs internationaux de Loïs Openda, | Matchs internationaux de Loïs Openda, | Matchs internationaux de Loïs Openda,                   | Matchs internationaux de Loïs Openda, | Matchs internationaux de Loïs Openda, | Matchs internationaux de Loïs Openda,   | Matchs internationaux de Loïs Openda, | Matchs internationaux de Loïs Openda,                                      |
| #                                     | Date                                  | Lieu                                                    | Adversaire                            | Résultat                              | Compétition                             | Club                                  | Notes                                                                      |
| ------------------------------------- | ------------------------------------- | ------------------------------------------------------- | ------------------------------------- | ------------------------------------- | --------------------------------------- | ------------------------------------- | -------------------------------------------------------------------------- |
| 1                                     | 8 juin 2022                           | Stade Roi Baudouin, Bruxelles, Belgique                 | Pologne                               | V 6 - 1                               | Ligue des nations 2022-2023             | Vitesse Arnhem                        | Buteur, entre en jeu à la place de Michy Batshuayi à la 84e minute de jeu. |
| 2                                     | 11 juin 2022                          | Cardiff City Stadium, Cardiff, Pays de Galles           | Pays de Galles                        | N 1 - 1                               | Ligue des nations 2022-2023             | Vitesse Arnhem                        | Entre en jeu à la place de Axel Witsel à la 93e minute de jeu.             |
| 3                                     | 14 juin 2022                          | Stade national, Varsovie, Pologne                       | Pologne                               | V 1 - 0                               | Ligue des nations 2022-2023             | Vitesse Arnhem                        | Entre en jeu à la place de Michy Batshuayi à la 67e minute de jeu.         |
| 4                                     | 22 septembre 2022                     | Stade Roi Baudouin, Bruxelles, Belgique                 | Pays de Galles                        | V 2 - 1                               | Ligue des nations 2022-2023             | RC Lens                               | Entre en jeu à la place de Michy Batshuayi à la 65e minute de jeu.         |
| 5                                     | 18 novembre 2022                      | Stade international Jaber Al-Ahmad (en), Koweït, Koweït | Égypte                                | D 1 - 2                               | Match amical                            | RC Lens                               | Buteur, entre en jeu à la place de Michy Batshuayi à la 46e minute de jeu. |
| 6                                     | 23 novembre 2022                      | Stade Ahmed-ben-Ali, Al Rayyan, Qatar                   | Canada                                | V 1 - 0                               | Coupe du monde 2022                     | RC Lens                               | Entre en jeu à la place de Michy Batshuayi à la 78e minute de jeu.         |
| 7                                     | 24 mars 2023                          | Friends Arena, Solna, Suède                             | Suède                                 | V 3 - 0                               | Éliminatoires de l'Euro 2024            | RC Lens                               | Entre en jeu à la place de Yannick Carrasco à la 90e minute de jeu.        |
| 8                                     | 28 mars 2023                          | RheinEnergieStadion, Cologne, Allemagne                 | Allemagne                             | V 3 - 2                               | Match amical                            | RC Lens                               | Entre en jeu à la place de Kevin De Bruyne à la 79e minute de jeu.         |
| 9                                     | 17 juin 2023                          | Stade Roi Baudouin, Bruxelles, Belgique                 | Autriche                              | N 1 - 1                               | Éliminatoires de l'Euro 2024            | RC Lens                               | Entre en jeu à la place de Yannick Carrasco à la 75e minute de jeu.        |
| 10                                    | 9 septembre 2023                      | Dalga Arena, Bakou, Azerbaïdjan                         | Azerbaïdjan                           | V 1 - 0                               | Éliminatoires de l'Euro 2024            | RB Leipzig                            | Entre en jeu à la place de Yannick Carrasco à la 84e minute de jeu.        |
| 11                                    | 12 septembre 2023                     | Stade Roi Baudouin, Bruxelles, Belgique                 | Estonie                               | V 5 - 0                               | Éliminatoires de l'Euro 2024            | RB Leipzig                            | Entre en jeu à la place de Romelu Lukaku à la 59e minute de jeu.           |
| 12                                    | 13 octobre 2023                       | Stade Ernst-Happel, Vienne, Autriche                    | Autriche                              | V 3 - 2                               | Éliminatoires de l'Euro 2024            | RB Leipzig                            | Titulaire, remplacé par Yannick Carrasco à la 46e minute de jeu.           |
| 13                                    | 15 novembre 2023                      | Stade Den Dreef, Louvain, Belgique                      | Serbie                                | V 1 - 0                               | Match amical                            | RB Leipzig                            | Titulaire, remplacé par Michy Batshuayi à la 67e minute de jeu.            |
| 14                                    | 19 novembre 2023                      | Stade Roi Baudouin, Bruxelles, Belgique                 | Azerbaïdjan                           | V 5 - 0                               | Éliminatoires de l'Euro 2024            | RB Leipzig                            | Entre en jeu à la place de Romelu Lukaku à la 47e minute de jeu.           |
| 15                                    | 23 mars 2024                          | Aviva Stadium, Dublin, Irlande                          | République d'Irlande                  | N 0 - 0                               | Match amical                            | RB Leipzig                            | Titulaire.                                                                 |
| 16                                    | 26 mars 2024                          | Stade de Wembley, Londres, Angleterre                   | Angleterre                            | N 2 - 2                               | Match amical                            | RB Leipzig                            | Entre en jeu à la place de Orel Mangala à la 82e minute de jeu.            |
| 17                                    | 5 juin 2024                           | Stade Roi Baudouin, Bruxelles, Belgique                 | Monténégro                            | V 2 - 0                               | Match amical                            | RB Leipzig                            | Titulaire.                                                                 |
| 18                                    | 17 juin 2024                          | Frankfurt Arena, Francfort, Allemagne                   | Slovaquie                             | D 0 - 1                               | Euro 2024                               | RB Leipzig                            | Entre en jeu à la place de Jérémy Doku à la 84e minute de jeu.             |
| 19                                    | 26 juin 2024                          | Stuttgart Arena, Stuttgart, Allemagne                   | Ukraine                               | N 0 - 0                               | Euro 2024                               | RB Leipzig                            | Entre en jeu à la place de Romelu Lukaku à la 90e minute de jeu.           |
| 20                                    | 1er juillet 2024                      | Düsseldorf Arena, Düsseldorf, Allemagne                 | France                                | D 0 - 1                               | Euro 2024                               | RB Leipzig                            | Titulaire, remplacé par Orel Mangala à la 63e minute de jeu.               |
| 21                                    | 6 septembre 2024                      | Nagyerdei Stadion, Debrecen, Hongrie                    | Israël                                | V 3 - 1                               | Ligue des nations 2024-2025             | RB Leipzig                            | Titulaire, remplacé par Charles De Ketelaere à la 64e minute de jeu.       |
| 22                                    | 9 septembre 2024                      | Parc Olympique lyonnais, Décines-Charpieu, France       | France                                | D 0 - 2                               | Ligue des nations 2024-2025             | RB Leipzig                            | Titulaire, remplacé par Charles De Ketelaere à la 69e minute de jeu.       |
| 23                                    | 10 octobre 2024                       | Stade olympique, Rome, Italie                           | Italie                                | N 2 - 2                               | Ligue des nations 2024-2025             | RB Leipzig                            | Titulaire, remplacé par Cyril Ngonge à la 87e minute de jeu.               |
| 24                                    | 14 octobre 2024                       | Stade Roi Baudouin, Bruxelles, Belgique                 | France                                | D 1 - 2                               | Ligue des nations 2024-2025             | RB Leipzig                            | Titulaire et buteur.                                                       |
| 25                                    | 14 novembre 2024                      | Stade Roi Baudouin, Bruxelles, Belgique                 | Italie                                | D 0 - 1                               | Ligue des nations 2024-2025             | RB Leipzig                            | Titulaire.                                                                 |
| 26                                    | 17 novembre 2024                      | Bozsik Aréna (en), Budapest, Hongrie                    | Israël                                | D 0 - 1                               | Ligue des nations 2024-2025             | RB Leipzig                            | Titulaire.                                                                 |
| 27                                    | 6 juin 2025                           | Stade national Toše-Proeski, Skopje, Macédoine du Nord  | Macédoine du Nord                     | N 1 - 1                               | Éliminatoires de la Coupe du monde 2026 | RB Leipzig                            | Entre en jeu à la place de Romelu Lukaku à la 82e minute de jeu.           |

### Buts internationaux
| Buts internationaux de Loïs Openda, | Buts internationaux de Loïs Openda, | Buts internationaux de Loïs Openda,                     | Buts internationaux de Loïs Openda, | Buts internationaux de Loïs Openda, | Buts internationaux de Loïs Openda, | Buts internationaux de Loïs Openda, | Buts internationaux de Loïs Openda, | Buts internationaux de Loïs Openda, | Buts internationaux de Loïs Openda, |
| #                                   | Date                                | Lieu                                                    | Adversaire                          | Résultat                            | Compétition                         | Détail                              | Détail                              | Détail                              | Cape                                |
| ----------------------------------- | ----------------------------------- | ------------------------------------------------------- | ----------------------------------- | ----------------------------------- | ----------------------------------- | ----------------------------------- | ----------------------------------- | ----------------------------------- | ----------------------------------- |
| 1                                   | 8 juin 2022                         | Stade Roi Baudouin, Bruxelles, Belgique                 | Pologne                             | V 6 - 1                             | Ligue des nations 2022-2023         | 90+3e                               | du pied droit                       | 6-1                                 | 1re                                 |
| 2                                   | 18 novembre 2022                    | Stade international Jaber Al-Ahmad (en), Koweït, Koweït | Égypte                              | D 1 - 2                             | Match amical                        | 76e                                 | du pied droit                       | 2-1                                 | 5e                                  |
| 3                                   | 14 octobre 2024                     | Stade Roi Baudouin, Bruxelles, Belgique                 | France                              | D 1 - 2                             | Ligue des nations 2024-2025         | 45+3e                               | de la tête                          | 1-1                                 | 24e                                 |

## Palmarès
| Club Bruges KV (2) | Vitesse Arnhem                           | RC Lens                           | RB Leipzig (1)                                   |
| --- | ---------------------------------------- | --------------------------------- | ------------------------------------------------ |
| - Championnat de Belgique (1) : - Champion : 2020. - Vice-champion : 2019. - Supercoupe de Belgique (1) : - Vainqueur : 2018. | Coupe des Pays-Bas : - Finaliste : 2021. | - Ligue 1 - Vice-Champion : 2023. | Supercoupe d'Allemagne (1) : - Vainqueur : 2023. |

### Distinctions personnelles
- Élu espoir du Lion belge en 2019 et 2020.
- Élu meilleur joueur du mois d'Eredivisie en mai 2022[38].
- Élu meilleur joueur du mois de Ligue 1 en mars et en avril 2023
- Membre de l'équipe-type de Ligue 1 en 2023[39].
- Élu meilleur joueur à l'étranger du Lion belge en 2023[40]